# Victory Through Air Power
Victory Through Air Power è un film-documentario in tecnica mista dal vivo e in animazione del 1943 prodotto dalla Walt Disney Productions e distribuito dalla United Artists basato sull'omonimo libro di Alexander P. de Seversky.
Il film si inquadra nel contributo degli studi cinematografici Disney allo sforzo bellico, con opere di propaganda e informazione, richiesto loro dal presidente Franklin Delano Roosevelt.
Alexander de Seversky, ufficiale dell'aviazione della Marina Imperiale russa trasferitosi negli USA nel 1917 e naturalizzato statunitense, si distinse come industriale e progettista aeronautico nonché come teorico del potere aereo: il suo libro Victory Through Air Power fu un best seller del 1942 e nell'estate di quell'anno Disney acquisì i diritti di riduzione cinematografica del saggio; de Seversky stesso compare nel film per illustrare le analisi e le prospettive strategiche. Il film venne apprezzato sia da Roosevelt sia da Winston Churchill, che ne furono influenzati in relazione ai piani di guerra, il che rende il film un raro caso di opera d'arte capace di condizionare avvenimenti politici.
Il film è stato disconosciuto dopo la guerra da Walt Disney, che ha sempre negato di averlo mai accettato come suo prodotto, e non è disponibile su Disney+ a causa di violente scene rappresentanti la seconda guerra mondiale. Questi due fatti hanno inoltre motivato la sua rimozione dal catalogo dei Classici Disney qualche anno dopo la sua morte.

## Trama
Il film inizia con una breve presentazione della carriera di de Seversky come pilota militare, industriale aeronautico e progettista; vengono fra le altre cose presentati i brevetti d'invenzione da lui conseguiti. Quindi si rende un breve omaggio al Generale Billy Mitchell, che si era battuto perché gli USA si dotassero di una forte aviazione strategica.
Si passa quindi a sequenze animate illustranti sommariamente lo sviluppo dell'aviazione dal volo dei fratelli Wright alla prima guerra mondiale. Dopo una ricostruzione scherzosa del ruolo dell'aviazione in tale conflitto e del progresso dell'aviazione civile nel dopoguerra, si passa a trattare il conflitto in corso. Le sequenze animate illustrano come il potere aereo, in particolare tedesco e giapponese, abbia assicurato la vittoria sui francesi che si affidavano sulle fortificazioni terrestri (nella Campagna di Francia, in cui a dire il vero la linea Maginot venne piuttosto aggirata) e sui britannici forti della loro supremazia navale (Campagna di Norvegia, con l'affondamento delle navi Prince of Wales e Repulse da parte degli aerei giapponesi). Si pone in risalto l'importanza delle forze aeree nel favorire l'evacuazione da Dunquerque e nella vittoriosa difesa del Regno Unito (battaglia d'Inghilterra).
Ci si sposta dunque negli USA: cosa fare quando gli U-Boot tedeschi insidiano i convogli? Come piegare il Giappone? Sono presentate proposte per colpire il Giappone dall'aria (il film non tratta dell'ipotesi di un'offensiva aerea strategica nel teatro europeo): da velivoli imbarcati su portaerei, o decollati dalla Cina non occupata dai nipponici, o ancora partiti da basi aeree in Siberia. Si illustra l'impossibilità di attuare simili proposte per via della loro pericolosità: la vittoria potrà venire solo da un'offensiva aerea strategica, ma attuata da territori già controllati dagli USA e lontani da ogni minaccia giapponese, come l'Alaska e le Aleutine. Una forza aerea strategica formata da bombardieri a grande autonomia e dotati di grande capacità di carico potrà portare l'offesa direttamente sul territorio metropolitano giapponese. Questa offensiva aerea strategica è stimata come sufficiente ad assicurare la vittoria.